# Flaga Urugwaju
Flagę Urugwaju wzorowano na fladze amerykańskiej i argentyńskiej. Pierwszy projekt z 16 grudnia 1828 roku miał dziesięć pasów białych i dziewięć niebieskich. Później zmniejszono liczbę wszystkich pasów do dziewięciu. Symbolizują dziewięć pierwszych departamentów. Słońce Majowe oznacza myśli przewodnie i wolność.
Ostatnia wersja flagi została uchwalona 12 sierpnia 1830 roku. Proporcje wynoszą 2:3.

## Inne oficjalne flagi
Urugwaj posiada także 2 inne oficjalne flagi narodowe.

Flaga Artigas(inne języki)
Flaga Treinta y Tres(inne języki)

## Historyczne wersje flagi

Flaga Ligi Federalnej(inne języki) z lat 1815–1817
Flaga prowincji Cisplatina(inne języki) z lat 1821–1825
Flaga Urugwaju z lat 1825–1828
Flaga obowiązująca w latach 1828–1830